# Galleria dell'Orco
La galleria dell'Orco è un traforo ferroviario della ferrovia Cancello-Avellino situato nei pressi di Codola, tra i comuni di Nocera Inferiore e Castel San Giorgio. Inaugurato nel 1858, rappresenta il primo tunnel ferroviario realizzato nel Regno delle Due Sicilie. Nell'accezione popolare il termine "orco" si riferirebbe ad Annibale, che sarebbe passato di lì per assediare e conquistare Nuceria nel corso della II guerra punica.

## Storia
La galleria fu realizzata quando l'area era ancora sotto la giurisdizione del Regno delle due Sicilie, durante la reggenza di Ferdinando II.
Prende il nome dal cosiddetto Passo dell'Orco, situato lungo la "montagna spaccata". Il passo ha origini romane ed è funzionale al raggiungimento della città di Nuceria Alfaterna, attraverso una diramazione della via Popilia. La denominazione del passo è attribuita alla presenza del campanile dell'orco, un mausoleo di epoca romana (I secolo) presente lungo il tratto viario.
Il tunnel fu inaugurato il 31 maggio 1858, dopo circa venti mesi di lavori, alla presenza del vescovo di Nocera Angelo Giuseppe D'Auria, del ministro delle Finanze del Regno e di diverse autorità militari presenti a Nocera. Per l'occasione, la galleria fu rischiarata da cinquemila lumini e alcuni carri furono tirati a mano. L'evento fu in seguito immortalato in una serigrafia del Giornale del Regno delle due Sicilie.
Il traforo entrò in funzione il 17 febbraio 1861, dopo la caduta del Regno delle due Sicilie. Servì a collegare la strada ferrata che correva tra Capua e Mercato San Severino.

## Dati tecnici
Il traforo fu realizzato tra la collina di Torricchio, Nocera Inferiore, e la collina di Sant'Apollinare, Castel San Giorgio. La galleria misura 442,55 metri di lunghezza. I lavori per la sua realizzazione andarono avanti per poco più di venti mesi.
Mette in comunicazione le stazioni di Sarno e di Codola.
Oggi è in uso lungo la tratta Cancello-Avellino.